# Horisme incurvaria
Horisme incurvaria is een vlinder uit de familie spanners (Geometridae). De wetenschappelijke naam is voor het eerst geldig gepubliceerd in 1877 door Erschov.
De soort komt voor in Europa.